# Katarzyna Adamowicz
Katarzyna Adamowicz (ur. 7 stycznia 1993 w Koszalinie) – polska szachistka.

## Kariera szachowa
Od najmłodszych lat startowała w finałach indywidualnych mistrzostw Polski, zdobywając 6 medali: dwa złote (Kołobrzeg 2005 – MP do 12 lat, Turawa 2007 – MP do 14 lat), trzy srebrne (Bęsia 2006 – MP do 14 lat, Chotowa 2009 – MP do 16 lat, Murzasichle 2011 – MP do 18 lat) oraz brązowy (Środa Wielkopolska 2007 – MP do 20 lat). Dwukrotnie zdobyła tytuły drużynowej mistrzyni Polski w szachach błyskawicznych (Mielno 2007, Bydgoszcz 2009).
W 2009 r. osiągnęła dwa międzynarodowe sukcesy, w Fermo zdobyła tytuł mistrzyni Europy juniorek do 16 lat, natomiast w Pardubicach – tytuł drużynowej mistrzyni Europy do 18 lat.
Najwyższy ranking w dotychczasowej karierze osiągnęła 1 października 2014 r., z wynikiem 2194 punktów.